# Renáta Jamrichová
Renáta Jamrichová (ur. 20 czerwca 2007 w Trnawie) – słowacka tenisistka, medalistka olimpijskiego festiwalu młodzieży Europy, triumfatorka Australian Open 2023 w grze podwójnej dziewcząt.

## Kariera tenisowa
8 maja 2023 zajmowała najwyższe miejsce w rankingu singlowym WTA Tour – 613. pozycję, natomiast 27 lutego 2023 osiągnęła najwyższą lokatę w deblu – 1108. miejsce.
W 2023 roku została złotą medalistką olimpijskiego festiwalu młodzieży Europy w konkurencjach gry pojedynczej dziewcząt i gry mieszanej. Jako juniorka triumfowała w Australian Open w 2023 roku w grze podwójnej dziewcząt, zwyciężając w finale razem z Federicą Urgesi parę Hayu Kinoshita–Sara Saito 7:6(5), 1:6, 10–7.

## Finały wielkoszlemowych turniejów juniorskich

### Gra podwójna (1)
| Końcowy wynik | Rok  | Turniej         | Nawierzchnia | Partnerka       | Przeciwniczki             | Wynik finału      |
| Zwyciężczyni  | 2023 | Australian Open | Twarda       | Federica Urgesi | Hayu Kinoshita Sara Saito | 7:6(5), 1:6, 10–7 |